# Miguel Ramos Carrión
Pour les articles homonymes, voir Ramos et Carrion.
Miguel Ramos Carrión, né à Zamora, en Castille-et-León, le 17 mai 1848 et mort à Madrid le 8 août 1915, est un dramaturge, écrivain et journaliste espagnol. 

## Postérité
La ville de Zamora honore sa mémoire du nom d'une rue et d'un théâtre. 